# Vieux-Bourg (Calvados)
Vieux-Bourg – miejscowość i gmina we Francji, w regionie Normandia, w departamencie Calvados.
Według danych na rok 1990 gminę zamieszkiwało 87 osób, a gęstość zaludnienia wynosiła 67 osób/km² (wśród 1815 gmin Dolnej Normandii Vieux-Bourg plasuje się na 799. miejscu pod względem liczby ludności, natomiast pod względem powierzchni na miejscu 1109.).